# Semana Santa en Tarragona
La Semana Santa en Tarragona es una tradición, de la Pasión de Jesús, de la ciudad tarraconense. En 1999, la procesión del Santo Entierro que tiene lugar el Viernes Santo, fue declarada Fiesta tradicional de interés nacional por la Generalidad de Cataluña. En 2009 la Generalidad de Cataluña reconoció a todo el conjunto de la Semana Santa de Tarragona la categoría de Fiesta local de interés turístico.

## Calendario
- El IV sábado de Cuaresma: se celebra la Procesión en la catedral  con el Gremio de Mareantes -Santa Cena y Santo Entierro y la Cofradía de Pescadores -la Presa de Jesús-.
- Viernes de Pasión: se celebra una semana antes del Viernes Santo. Este día tiene lugar la procesión del Silencio con los 'Armats' del pueblo vecino Constantí y el gremio de los Labradores -la Piedad y Santo Sepulcro-.
- Domingo de Ramos: por la mañana se celebra la Bendición Oficial de Ramos de la ciudad y procesión de palmas y ramos hacia la Catedral de Tarragona. Por la tarde, se celebra la Procesión del paso Entrada Triunfal de Jesús, de la Hermandad Jesús de la Pasión. Después se hace un Viacrucis por las murallas, organizada por la Congregación de la Sangre.
- Lunes Santo: se celebra un Viacrucis Procesional por la Parte Alta donde sale el paso "Crist de les 7 paraules".
- Martes Santo: por la tarde se celebra la procesión de los Nazarenos, de la Real Hermandad Jesús Nazareno, con sus tres pasos: el Cirineu, Jesús Nazareno y Jesús despojado de sus vestiduras por las calles de la ciudad (Casco Antiguo).
- Miércoles Santo: por la tarde se celebra la procesión de los Misterios del Dolor -la oración al huerto, la flagelación, Ecce Homo, el Cirineo y Jesús de la Pasión (su hermandad lo organiza).
- Jueves Santo: cada cofradía celebra su Eucaristía en sus parroquias corresponsales. A las 19h se hace un traslado de los pasos del Gremio de Mareantes, hacia la casa Manel Feliu (ubicada en la Rambla).
- Viernes Santo: a las 6h la Sermón de Pasión en la Catedral y viacrucis de la Congregación de la Sangre. Por la tarde se hace la recogida de pasos, reverenciados por los Armats de la ciudad (romanos). Y por la tarde-noche se celebra la Procesión del Santo Entierro. Participan las 12 cofradías: Gremio de Mareantes, Asociación La Salle, Cofradía de Pescadores, Cofradía andaluza Cristo del Buen Amor i Nuestra Sra. de la Amargura, Congregación de la Sangre (organizadora), Hermandad del San Ecce Homo, Jesús de la Pasión, Real Hermandad Jesús de Nazareno, Congregación del Descendimiento, Gremio de labradores, Ilustre Cofradía de San Magín mártir de Barcelona y Congregación de las señoras de la Soledad. Y los 20 pasos: Santa Cena, Oración al Huerto, Velad y rezad, La Presa de Jesús, La flagelación, Cristo del Buen Amor, Ntra.Sra. de la Amargura con San Juan Evangelista, Ecce Homo, Jesús de la Pasión, El Cirineo, Jesús Nazareno, Jesús despojado de sus vestiduras, Cristo de los Penitentes, San Cristo, El Descendimiento, la Piedad, Retorno del Calvario, Santo Entierro, Santo Sepulcro y la Soledad.
- Sábado Santo o Sábado de Gloria. Se celebra la última procesión: la de la Soledad. Cada cofradía celebra su vigilia pascual en sus respectivas parroquias.

## Pasos
12 en total:
- Gremio de Mareantes: la Santa Cena y el Santo Entierro. Acompañados de tambores.
- Asociación la Salle: la Oración al Huerto (acompañado de tambores) y Velad y rezad (acompañado de Cornetas y tambores)
- Cofradía de Pescadores/Asociación del Paso la Presa de Jesús: la Presa de Jesús. Acompañado de tambores.
- Congregación la Sangre: la Flagelación (Acompañado de tambores), Cristo de los Penitentes y San Cristo.
- Cofradía andaluza Cristo del Buen Amor y Nuestra Señora de la Amargura con San Juan Evangelista: Cristo del Buen Amor y Nuestra Señora de la Amargura con San Juan Evangelista.Acompañado de tambores.
- Hermandad San Ecce Homo: Ecce Homo. Acompañado de tambores y gaitas.
- Hermandad del Nuestro Padre Jesús de la Pasión: La Entrada Triunfal de Jesús en Jerusalén (domingo de ramos) y Jesús de la Pasión. Acompañado de tambores y tarotas.
- Real Hermandad Jesús de Nazareno: El Cirineo (acompañado de tambores y cornetas versión infantil), Jesús Nazareno (acompañado de tambores,gaitas y cornetas) y Jesús despojado de sus vestiduras (acompañado por una formación musical).
- Congregación del Descendimiento: El Descendimiento de la Cruz (Acompañado de tambores).
- Gremio de Labradores: La Piedad y Santo Sepulcro (Acompañados de tambores).
- Ilustre Cofradía San Magín mártir de Barcelona: Retorno del Calvario (Acompañado por una cobla o formación musical).
- Congregación de la Soledad: La Soledad (Acompañado de tambores)